# Concorso per il ponte sullo stretto di Messina
Il 12 maggio 1969 venne bandito dal ministero dei lavori pubblici il concorso internazionale di idee per un collegamento stabile viario e ferroviario tra la Sicilia ed il continente. Al concorso parteciparono 143 progetti e si concluse con sei vincitori ex aequo, tra cui un ponte sospeso a campata unica, quattro ponti strallati a più campate e un tunnel a mezz'acqua.

## Storia
Nel 1968, venne emanata la legge 384 che conferiva ad ANAS, Ferrovie dello Stato e CNR l'incarico di acquisire ulteriori elementi di giudizio circa la fattibilità dell'impresa. L'anno successivo il Ministero dei lavori pubblici, con D.M. 134, bandì un concorso internazionale di idee per un progetto di attraversamento stabile stradale e ferroviario dello stretto. Furono presentati 143 progetti, di cui 125 erano elaborati da gruppi composti da progettisti prevalentemente italiani, 8 statunitensi, 3 britannici, 3 francesi, 1 tedesco, 1 svedese, 1 argentino e 1 somalo. Tra i concorrenti non mancavano i più qualificati Studi e Società di progettazione di ponti del mondo. Il bando prevedeva la necessità del transito di due binari ferroviari e sei corsie autostradali applicando le normative dell'epoca (circolare 384 del Ministero dei lavori pubblici e circolare delle Ferrovie dello Stato). Per gli studi preliminari furono stanziati 3,2 miliardi di lire.
La Commissione giudicatrice fu nominata congiuntamente dal Ministero dei lavori pubblici e dal Ministero del tesoro. La commissione era presieduta dal direttore generale dell'ANAS Ennio Chiatante e dal direttore generale delle Ferrovie dello Stato Ruben Fienga e composta da 22 membri, tra cui tre esperti stranieri di fama internazionale, di cui segue l'elenco: Luigi Miglietta, direttore del Servizio lavori e costruzioni delle Ferrovie dello Stato; Vincenzo di Gioia, presidente 6º sezione Consiglio superiore dei lavori pubblici; Bruno Accordi, esperto in tettonica, designato dal CNR; Enrico Medi, esperto in sismologia, designato da CNR; Carlo Morelli, esperto in oceanografia, designato dal CNR; Elio Giangreco, docente presso l'Università di Napoli; Vittorio Mongiardini, docente presso l'Università di Roma; Guido Oberti, docente presso il Politecnico di Torino; Bruno Bottau, docente presso l'Università di Bologna; Amedeo Balboni, geologo; Leo Ogniben, geotecnico; Riccardo Morandi, designato dall'Ordine degli ingegneri, Giuseppe Caronia, designato dall'Ordine degli architetti; M. Lucien Carpentier, esperto - Francia; Herbert Rothman, esperto - Stati Uniti; Atsushi Hirai, esperto, Giappone; Agostino Chiofalo, presidente Sezione consiglio di Stato; Umberto Perinetti, direttore Servizio tecnico centrale ANAS; Luigi Piloni, direttore servizio amministrativo ANAS; Corrado Ciolli, ispettore generale tecnico ANAS, segretario.
Furono assegnati 12 premi, 6 primi premi ex aequo di 15 milioni di lire e 6 secondi premi ex aequo di 3 milioni di lire.

## Progetti vincitori
| Gruppo e membri | Progetto                                                       |
| --- | -------------------------------------------------------------- |
| Grant Alan and Partners, Covell and Partners, Inbucon international | Tunnel a mezz'acqua ancorato al fondo mediante cavi in acciaio |
| Questo progetto prenderà successivamente il nome di ponte di Archimede. Tale struttura verrebbe costruita completamente immersa nell'acqua, a una ventina di metri sotto la superficie e sostenuta per la maggior parte dalla spinta di Archimede (da cui il nome). In questo caso la struttura potrebbe essere più snella, visto che le sollecitazioni sismiche di un eventuale terremoto sarebbero smorzate o eliminate (a seconda del tipo d'onda) dalla presenza del liquido intorno. Anche eventuali onde di maremoto, in mare aperto, avrebbero altezze modeste e quindi non rappresenterebbero un problema. Discorso simile per le correnti: la loro intensità, per quanto elevata nello stretto, sarebbe alcuni ordini di grandezza inferiore alle sollecitazioni sopportabili dalla struttura. |                                                                |
| Gruppo Lambertini Guido Lambertini (capogruppo), Giulio Ceradini, Fabrizio de Miranda, Carlo Lotti, Carlo Pandolfi, con le consulenze esterne di Enzo Beneo, Gianguido Borghese, Luigi Di Paola, Fritz Leonhardt e Pietro Caloi | Ponte strallato a tre campate                                  |
| Gruppo Musmeci Sergio Musmeci, Giuseppe Barbaliscia; Salvatore Dierna, Francesco Paolo D'Orsi Villani, Gabriella Esposito, Livio Quaroni, Ludovico Quaroni, Antonio Quistelli e Alvaro Rinaldi | Ponte sospeso a campata unica                                  |
| Una grande campata unica di 3000 m con piloni alti 600 m e un originalissimo sistema spaziale di sospensione per irrigidire la struttura sia nel piano verticale, per consentire il traffico ferroviario, che in quello orizzontale per resistere alle spinte del vento ed evitare eccessive deformazioni con il rischio di deragliamento dei treni. |                                                                |
| Gruppo Ponte Messina S.p.A. | Ponte sospeso a tre campate                                    |
| Arch. Eugenio Montuori In collaborazione degli ingegneri Calini e Lionel Pavlo | Ponte sospeso a quattro campate                                |
| Technital S.p.A. | Ponte sospeso a cinque campate                                 |

| Gruppo e membri | Progetto                        |
| --- | ------------------------------- |
| Colleviastreme 384 | Ponte sospeso a tre campate     |
| Costruzioni Umberto Girola S.p.A. | Galleria sotterranea            |
| Gruppo Samonà Giuseppe Samonà, Maria Angelini, Alessandro Orlandi, Alberto Samonà, Livia Toccafondi, Giulio Pizzetti, M. Alberto Chiorino, Luigi Masella, Rosalba Gentile, Giorgio Berriolo e Giorgio Spirito | Ponte sospeso a quattro campate |
| Parsons, Brinckerhoff, Quade and Douglas | Tunnel in diga sottomarina      |
| Studio Nervi Pier Luigi Nervi, Antonio Nervi, Mario Nervi e Vittorio Nervi | Ponte sospeso a campata unica   |
| Il progetto prevedeva le due grandi pile impostate a ridosso delle sponde dello stretto su fondali molto bassi riducendo così la campata unica a 2700 m. Il sistema di sospensione a elementi inclinati era disposto su piani inclinati conferendo così una maggiore resistenza e rigidezza nei confronti delle spinte del vento trasversale rispetto ai ponti sospesi di tipo tradizionale. |                                 |
| Zancle 80 | Ponte sospeso a tre campate     |